# Romanino
Romanino, anche detto Romani, vero nome Girolamo da Romano (Brescia, 1484 circa – 1566 circa), è stato un pittore italiano.

## Biografia

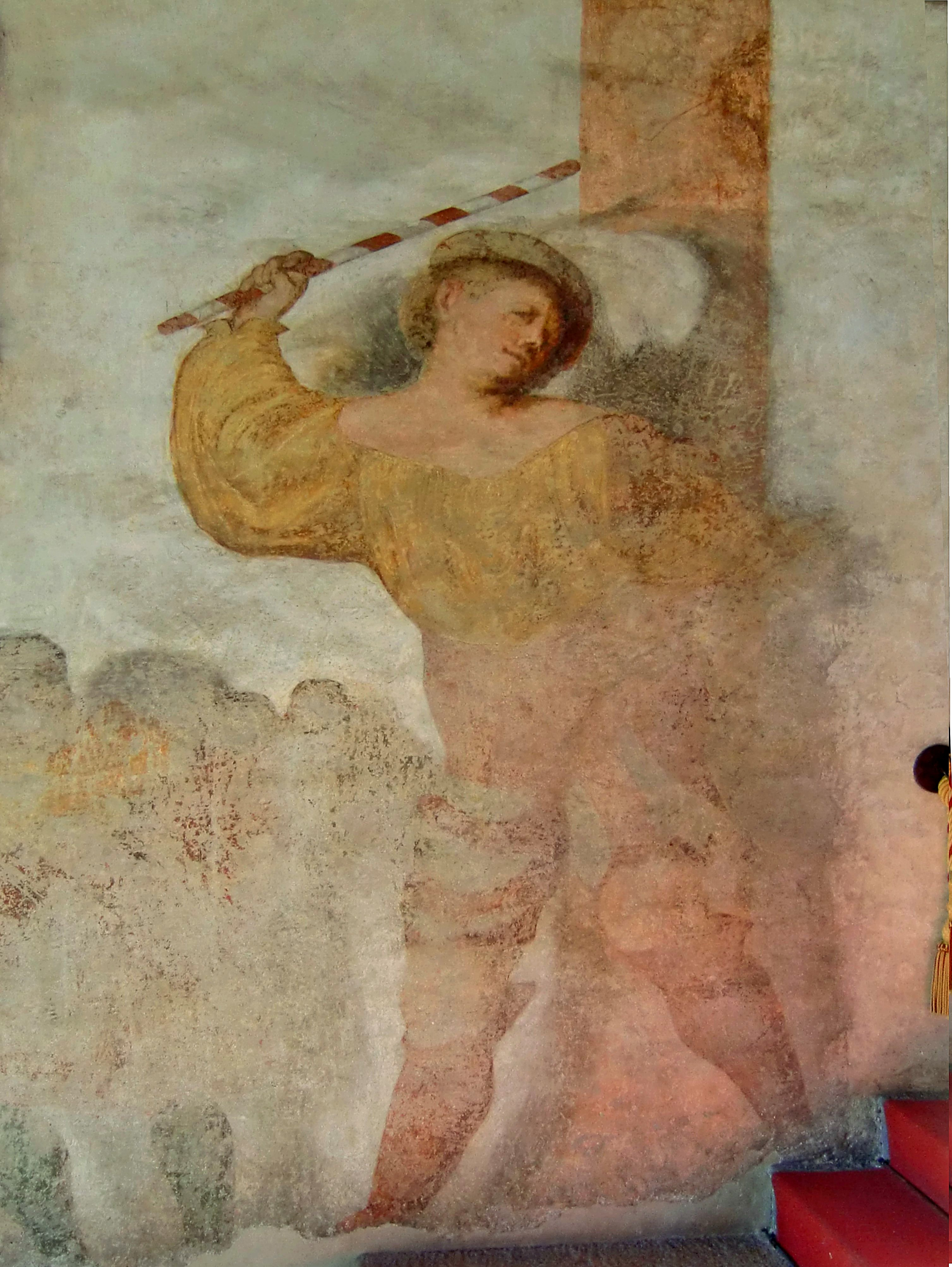
Romanino, Lo scaccia-importuni, affresco, Trento, Palazzo del Buonconsiglio.

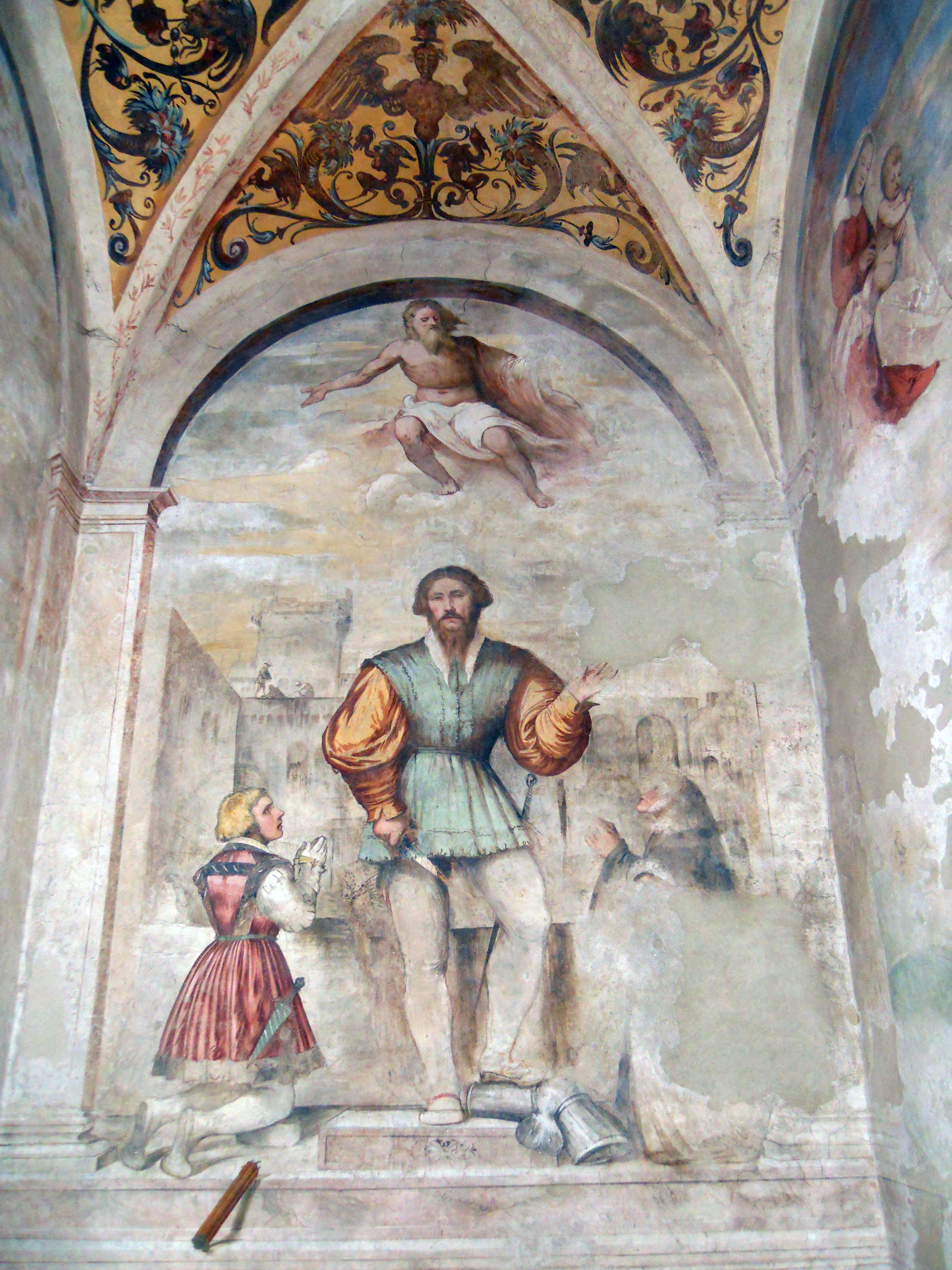
Romanino, particolare delle Storie di sant'Obizio, affresco, Brescia, chiesa di San Salvatore.

Figlio di Luchino, esponente di una famiglia che dall'inizio del XV secolo si insediò a Brescia, ma originaria di Romano di Lombardia. La sua formazione avvenne tra Brescia e Venezia, con influenze di Giorgione e di Dürer, come dimostra la Madonna col Bambino, conservata presso il Museo del Louvre ed eseguita verso la metà del primo decennio. Negli anni successivi, l'artista si indirizzò verso i modi illusionistico prospettici milanesi di Bramantino e Bernardo Zenale. Databili al 1509, sono gli affreschi con Episodi della vita di Nicolò Orsini, realizzati per palazzo Orsini a Ghedi e conservati da metà dell'Ottocento a Budapest; dello stesso periodo è anche la Paletta di san Rocco nella chiesa di San Giovanni Evangelista a Brescia.
Datato al 1510 è il Compianto sul Cristo morto, già in San Lorenzo a Brescia e ora nelle Gallerie dell'Accademia di Venezia, dove sui modi della tradizione del «realismo» lombardo si innestano riferimenti cremonesi e ferraresi.
Di questo periodo, dove la prospettiva illusionistica di ascendenza milanese ha la preponderanza, sono: l'affresco con la Madonna, santi e committenti per la romanica chiesa di San Pietro a Tavernola Bergamasca, la Pietà in San Francesco a Brescia, e due coppie di santi, divise tra la raccolta Cunietti di Milano e il Museo di Kassel, un tempo parte di un polittico commissionato nel 1511.

### Padova
Successivamente si trasferì a Padova, dove nell'aprile del 1513, l'artista fu incaricato dai Padri Benedettini del Monastero di Santa Giustina di realizzare la pala dell'altare maggiore. L'opera mostra un esplicito riferimento a Tiziano, di cui poté studiare i tre affreschi della Scuola del Santo; nella pala riaffiorano anche, nell'architettura bramantesca della volte a botte che sovrasta le figure, ricordi della formazione lombarda. La pala ornò l'altare maggiore fino al 1866, anche dopo che nel 1810 fu soppresso il monastero in seguito ai Decreti Napoleonici; fu quindi trasferita alla Pinacoteca Civica, insieme a numerose altre opere provenienti dal monastero, dove si può ammirare da allora, dopo un recente restauro.
Gli stessi padri benedettini gli commissionano un “cenaculo”, per il refettorio del convento, probabilmente precedente cronologicamente alla pala, mentre erano già state realizzate dal Romanino due ante d'organo, oggi perdute.
Rientrato a Brescia sul finire del 1516, essendo stata la sua città natale occupata dalle truppe della Lega di Cambrai fino al maggio di quell'anno, il Romanino ripropose i motivi padovani nella Madonna col Bambino e santi, realizzata per l'altare maggiore della chiesa bresciana di San Francesco; del 1516 circa è la Salomè, ora al Bode-Museum di Berlino, archetipo per una serie di dipinti di analogo soggetto eseguiti nel bresciano.

### Cremona
Nel 1517 si recò a Cremona per collaudare gli affreschi di Altobello Melone nella navata sinistra del Duomo; sempre di questo periodo sono la Madonna col Bambino fra i santi Ludovico di Tolosa e Rocco, già a Berlino e ora distrutta e la Madonna col Bambino e i santi Bonaventura e Sebastiano del Duomo di Salò. Tra la tarda estate e l'autunno del 1519 sappiamo che affrescò quattro riquadri con Storie della Passione di Cristo nella navata centrale del Duomo di Cremona, lavoro che doveva continuare con altre scene; ma i nuovi massari, eletti nel 1520, gli tolsero l'incarico affidandolo al Pordenone, probabilmente giudicando ormai fuori moda la tecnica nordica del Romanino rispetto alle novità romane introdotte dal pittore friulano.

### Brescia

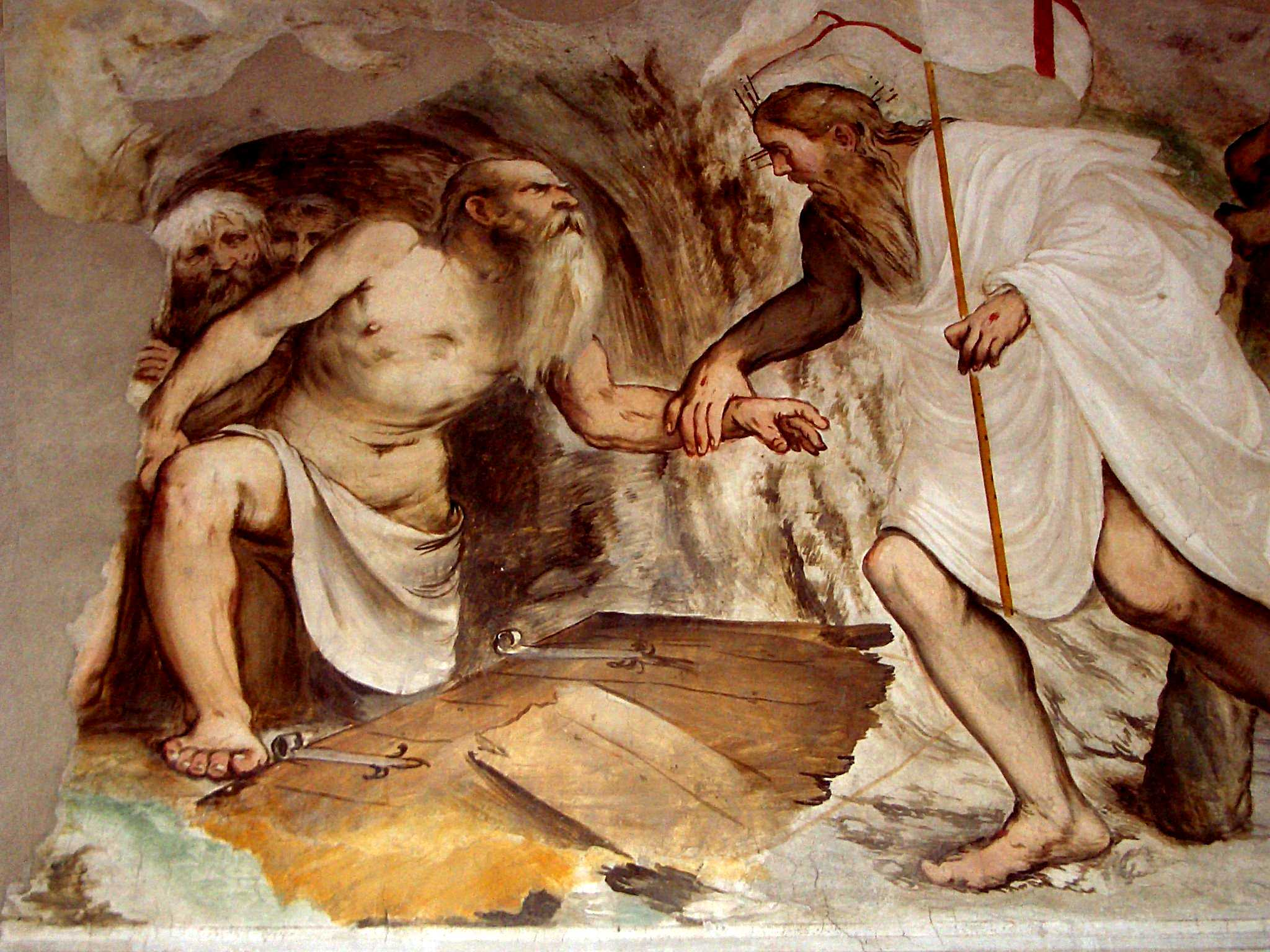
Romanino, particolare della Discesa al Limbo, Pisogne (BS), chiesa di Santa Maria della Neve

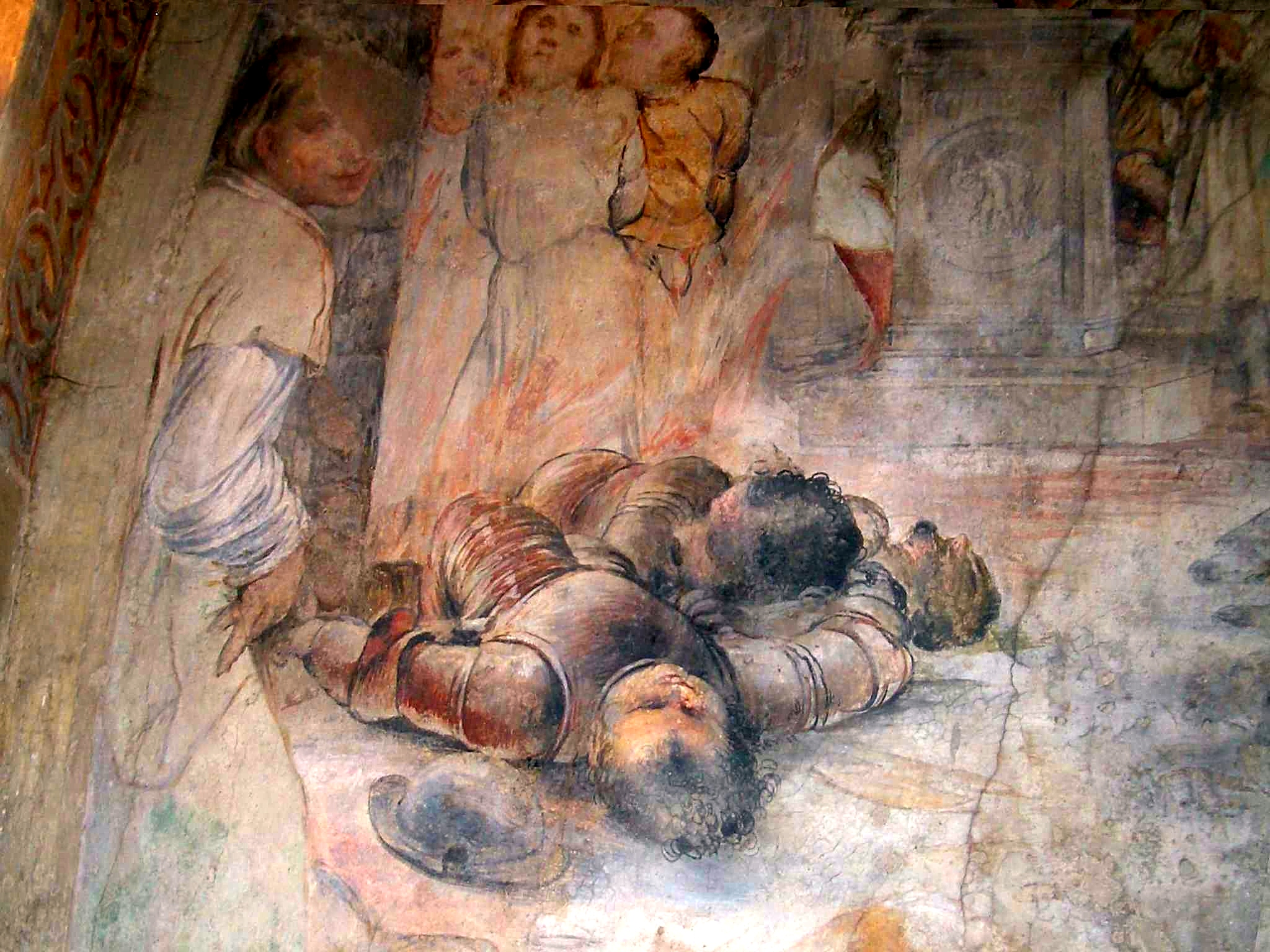
Romanino, Miracolo della fornace (particolare), Breno, chiesa di Sant'Antonio

Terminati i tristi eventi del sacco di Brescia, nel 1517 Romanino è documentato a Brescia tra i partecipanti della riunione del Collegio dei pittori.
Nel 1521, inizia, insieme al Moretto, la decorazione della cappella del Sacramento in San Giovanni Evangelista a Brescia, che, lasciata incompiuta, viene poi completata dai due pittori nella prima metà degli anni quaranta. I dipinti di questa prima fase, corrispondenti al registro superiore, mostrano forte l'influsso del Pordenone, e del Tiziano del Polittico Averoldi, realizzato nel 1522 per la chiesa bresciana di San Nazaro e Celso.
Del 1524 circa è il Polittico di Sant'Alessandro, già nella chiesa di Sant'Alessandro a Brescia e ora alla National Gallery. Tra il 1524-25 dipinse le ante d'organo per il Duomo di Asola e, l'anno successivo, ne completò con tavole e affreschi la cantoria. Al 1526-27 risale il ciclo delle Storie di sant'Obizio per la cappella omonima nella chiesa di San Salvatore, mentre al 1529 sono datati sia la pala di Brera con la Presentazione di Gesù al Tempio, sia il Sant'Antonio da Padova con un donatore del Duomo di Salò.

### Trento
Tra il 1531-32 lavorò a Trento insieme a Dosso Dossi, a Battista Dossi e al Fogolino alla decorazione della nuova residenza nota come il "Magno Palazzo", nel Castello del Buonconsiglio, su commissione del cardinale Bernardo Cles, principe vescovo di Trento.

Lontano da Brescia, in un ambiente meno invaghito dei modi artistici di Tiziano, Romanino si sentì libero di esprimere – pur in un ciclo di affreschi che dovevano aderire ai temi iconografici cari alla cultura umanistica delle corti -  il suo temperamento di pittore ironico e beffardo, con una marcata vena anticlassica e con evidenti accenti derivanti dai modi pittorici transalpini che dovevano risultare graditi ad un uomo di cultura internazionale come Bernardo Clesio.

### Lago d'Iseo e Val Camonica
In questo stesso periodo iniziò a lavorare in alcune chiese del Lago d'Iseo e della Val Camonica: Santa Maria della Neve a Pisogne (Storie di Cristo), Sant'Antonio a Breno, Santa Maria Annunciata a Bienno, cappella di San Rocco a Villongo, chiesa di San Pietro a Tavernola Bergamasca (l'affresco Madonna col Bambino tra i santi Giorgio, Maurizio, Pietro e Paolo che presentano gli offerenti) lasciando tavole ed affreschi espressi in un linguaggio antiaulico, connotato da un forte senso della realtà quotidiana nei gesti, nelle espressioni e nei costumi. 
Siamo in presenza dei momenti forse più alti della poetica del Romanino. In Santa Maria della Neve a Pisogne, definita da Giovanni Testori la "Cappella Sistina dei poveri", la scena della Crocifissione e le Storie di Cristo, impaginate in maniera originalissima, parlano un linguaggio popolano, ricco di emozioni, che chiama i fedeli ad una partecipazione corale. "Tutto è qui - osserva Alessandro Nova - rimesso in discussione: la costruzione dello spazio sembra quasi ignorare le regole della prospettiva rinascimentale, volti e corpi sono deformati sino al grottesco e le pose dei personaggi sembrano a volte derivare dall'esperienza di un Sacro Monte, come se l'artista fosse alla ricerca di una spiritualità più diretta, partecipe e libera dai riti della Chiesa istituzionalizzata". Tra il 1536 e il 1538 realizza, mentre è in corso la costruzione  dell'omonimo santuario, la  pala della Madonna della Stella (o Madonna in trono con Bambino) sul colle oggetto dell'apparizione della Madonna ad un pastore sordomuto, posto tra i comuni di Cellatica, Gussago e Concesio. In questa opera Romanino accoglie la lezione di Savoldo che aveva rappresentato sul manto delle Maddalene il bagliore del Cristo Risorto. Qui il panneggio è reso fulgido dalla luce del corpo celeste apparso in cielo al pastore.

### Brescia e Modena
Tra il 1539-40 realizzò le ante d'organo per il Duomo vecchio di Brescia e nel 1540 quelle per San Giorgio in Braida a Verona. Tra il 1545 e il 1548 si colloca invece l'esecuzione della Pala di San Domenico.
Negli ultimi anni, iniziò la collaborazione con il giovane Lattanzio Gambara - che presto, sposandone la figlia, divenne suo genero - nei cicli profani dei Palazzi Lechi e Averoldi a Brescia. L'ultima opera nota, commissionata nel dicembre del 1557 ed in parte eseguita in collaborazione con il Gambara è la Vocazione dei santi Pietro e Andrea nella chiesa di San Pietro a Modena.

Gia nel 1550 Giorgio Vasari lo indicò nel suo “Vite de' più eccellenti architetti, pittori, et scultori italiani” ponendolo a confronto con un altro pittore bresciano Il Moretto.
(Giorgio Vasari- Vita deì più eccellenti architetti, pittori, et scultori italiani)

## Opere

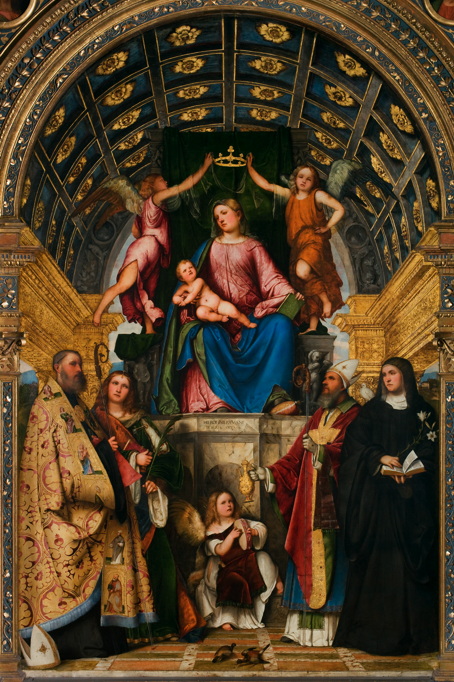
Pala di Santa Giustina - Padova, Musei civici agli Eremitani.

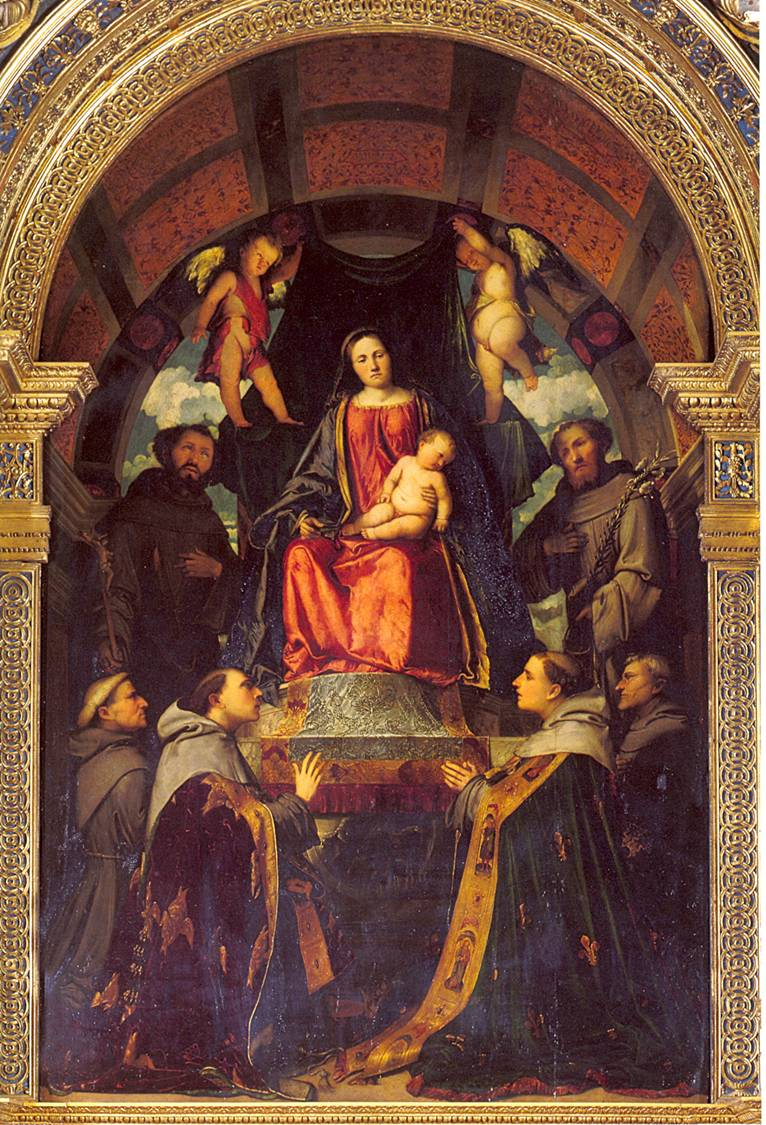
Madonna col Bambino e santi, altare maggiore della chiesa bresciana di San Francesco d'Assisi.

### Esordi
- Madonna col Bambino, 1507 circa, olio su tela, Parigi, Museo del Louvre.
- Narciso alla fonte, 1507 circa, olio su tavola, Francoforte, Städelsches Kunstinstitut.
- Niccolò Orsini riceve il labaro dal papa Innocenzo VIII, Niccolò Orsini riceve il labaro dal re di Napoli Alfonso II d’Angiò, Niccolò Orsini riceve il labaro dal doge di Venezia Agostino Barbarigo, 1508-1509 circa, Budapest, Szépművészeti Múzeum.
- Ritratto di Nicolò Orsini, Ritratto del Gattamelata, 1508-1509 circa, affreschi staccati, Brescia, Pinacoteca Tosio Martinengo.
- Ritratto di Francesco e Giordano (?) Orsini, Ritratto di Gentile Virginio Orsini, Ritratto di un Orsini, 1508-1509 circa, affreschi staccati, Lonato del Garda (BS), Fondazione Ugo Da Como.
- Madonna col Bambino tra santi, 1509 circa, olio su tavola, Brescia, chiesa di San Giovanni Evangelista.

### Anni 1510
- Compianto su Cristo morto, 1510, olio su tavola, Venezia, Gallerie dell'Accademia.
- Pietà, 1510 circa, olio su tela, Brescia, Pinacoteca Tosio Martinengo.
- Madonna col Bambino tra santi e donatori, 1512 circa, affresco, Tavernola Bergamasca (BG), chiesa di San Pietro.
- Ultima Cena, 1513, olio su tela, Padova, Musei civici agli Eremitani.
- Pala di Santa Giustina, 1513-1514,olio su tavola, Padova, Musei civici agli Eremitani.
- Ritratto d'uomo in armatura, 1514 circa, olio su tela, New Orleans, Isaac Delgado Museum.
- Ritratto di giovane, olio su tavola, 1515-1517 circa, Londra, Buckingham Palace, Royal Collection.
- Salomè, 1516 circa, olio su tavola, Berlino, Gemäldegalerie.
- San Girolamo penitente, 1516-1517 circa, olio su tela, Brescia, Pinacoteca Tosio Martinengo.
- Madonna Monti, 1516-1517 circa, olio su tavola, Milano, Pinacoteca di Brera.
- Madonna col Bambino e santi, 1517 circa, olio su tavola, Brescia, chiesa di San Francesco d'Assisi.
- Madonna tra i santi Bonaventura e Sebastiano, 1517 circa, olio su tavola, Salò (BS), Duomo di Santa Maria Annunziata.
- Madonna col Bambino, 1517-1518 circa, olio su tela, Roma, Galleria Doria Pamphilj.
- Sposalizio della Vergine, 1518-1520 circa, olio su tela, Brescia, chiesa di San Giovanni Evangelista.
- Ritratto di gentiluomo con giubbetto a righe, 1519 circa, olio su tela, Brescia, Pinacoteca Tosio Martinengo.
- Gesù davanti a Pilato, Flagellazione, Incoronazione di spine, Ecce Homo, 1519, affreschi, Cremona, Duomo.

### Anni 1520
- Ritratto maschile, 1520-1525 circa, olio su tela, Allentown (Pennsylvania), Allentown Art Museum
- Ritratto maschile, 1521-1522 circa, olio su tela, Budapest, Szépművészeti Múzeum
- Messa di san Gregorio, 1521-1524, olio su tela, Brescia, chiesa di San Giovanni Evangelista, Cappella del Sacramento
- Sei Profeti, 1521-1524, olio su tela, Brescia, chiesa di San Giovanni Evangelista, Cappella del Sacramento
- Pentecoste, 1522 circa, affresco, Brescia, chiesa di San Francesco
- Cristo risorto, 1523-1524 circa, olio su tavola, Capriolo (BS), Chiesa di San Giorgio Martire (Capriolo)
- Ante d'organo con Madonna che appare ad Augusto, Sacrificio di Isacco, 1524-1525, tempera su tela, Asola (MN), chiesa di Sant'Andrea
- Apostoli e Ecco Homo per il pulpito, 1524-1525, tempera su tela, Asola (MN), chiesa di Sant'Andrea
- Polittico della Natività (o di Sant'Alessandro)[7], 1525, olio su tavola, Londra, National Gallery
- Messa di sant'Apollonio, 1525 circa, olio su tela, Brescia, chiesa di Santa Maria in Calchera
- Madonna col Bambino, 1525-1530 circa, olio su tela, Budapest, Szépművészeti Múzeum
- Madonna col Bambino, 1526-1528 circa, affresco, Villongo (BG), Cappella di San Rocco, Chiesa di San Filastro (Villongo)
- Pietà tra i santi Paolo, Giuseppe e le Marie, 1525-1550 circa, olio su tela, Brescia, Pinacoteca Tosio Martinengo
- Sibille e Profeti, 1526, tavole di cantoria, Asola (MN), Duomo
- Storie di sant'Obizio, 1526-1527, affreschi, Brescia, basilica di San Salvatore
- Madonna col Bambino tra i santi Francesco e Antonio da Padova, 1528-29, olio su tela, Milano, Pinacoteca del Castello Sforzesco
- Presentazione di Gesù al Tempio, 1529, olio su tavola, Milano, Pinacoteca di Brera
- Sant'Antonio da Padova e un donatore, 1529, olio su tela, Salò (BS), Duomo di Santa Maria Annunziata

### Anni 1530
- Decorazioni della loggia, del pianerottolo presso la loggia e della scala che scende nel giardino, della Camera delle Udienze e altri locali. 1531-1532, affreschi, Trento, Castello del Buonconsiglio
- Cena in Emmaus, Cena in casa di Simon Fariseo, 1532-1533 circa, affreschi staccati (già nel monastero olivetano di San Nicola a Rodengo Saiano), Brescia, Pinacoteca Tosio Martinengo
- Ultima cena, 1530, affresco strappato, Brescia, Monastero del Santissimo Corpo di Cristo, refettorio.
- Madonna col Bambino e san Giovannino, Gesù con la Smaritana, Mensale con piatti, 1532-1533 circa, affreschi, Rodengo-Saiano, abbazia di San Nicola, refettorio
- Madonna col Bambino e due donatori, 1532-1536 circa, olio su tela, Siena, Pinacoteca nazionale
- Storie di Cristo, 1533-1534 circa, affreschi, Pisogne (BS), chiesa di Santa Maria della Neve
- Ciclo di affreschi, 1534, Gottolengo (BS), chiesa di San Girolamo
- Cristo morto compianto da angeli, 1535 circa, olio su tela, Ospitaletto (BS), chiesa parrocchiale
- Visitazione (due frammenti), 1535-1536 circa, olio su tela, Trento, Castello del Buonconsiglio
- San Girolamo, 1535-1540 circa, olio su tela, Budapest, Szépművészeti Múzeum
- Stendardo del Santissimo Sacramento con Resurrezione di Cristo e Messa di sant'Apollonio, 1535-1540, olio su tela, Brescia, chiesa dei Santi Faustino e Giovita
- Miracolo della fornace (e altre storie non identificabili), 1536 circa, affreschi, Breno (BS), chiesa di Sant'Antonio
- San Felice Adauto e santi ai piedi della Vergine in gloria, 1536-1537, olio su tela, San Felice del Benaco (BS), chiesa parrocchiale
- Madonna in trono con Bambino o Madonna della Stella, 1536-1538, olio su tela, Concesio San Vigilio (BS), Santuario della Stella
- Ante d'organo con Re Magi, 1536-1540 circa, tempere su tela, Brescia, chiesa dei Santi Nazaro e Celso
- Madonna col Bambino e angeli, 1538 circa, olio su tela, Brescia, palazzo della Congrega della Carità Apostolica
- Ante d'organo con Natività di Maria, Visitazione, Sposalizio della Vergine, 1539-1541, olio su tela, Brescia, Duomo nuovo
- Storie della Vergine, 1539-1541 circa, affreschi, Bienno (BS), chiesa di Santa Maria Annunziata

### Anni 1540
- Ante d'organo con scene del Martirio di san Giorgio, 1540, tempera su tela finita ad olio, Verona, chiesa di San Giorgio in Braida
- Pegaso e le muse (attr.), 1540 circa, olio su tavola, Londra, National Gallery
- Ultima cena, 1540-1542 circa, olio su tela, Montichiari, chiesa di Santa Maria Assunta
- Sposalizio della Vergine, 1540-1545 circa, olio su tela, Brescia, Banco di Brescia
- Sposalizio mistico di santa Caterina e santi, 1540-1545 circa, olio su tela, Memphis, Brooks Memorial Art Gallery
- Cristo crocifisso, 1540-1550 circa, olio su tela, Breno (BS), Museo Camuno
- Madonna col Bambino e santa Caterina, 1540-1550 circa, olio su tela, Breno (BS), Museo Camuno
- Cristo portacroce, 1540-1550 circa, olio su tela, Milano, Pinacoteca di Brera poi sequestrato negli Stati Uniti dove era stato concesso in prestito per una mostra e successivamente messo in asta dagli eredi legittimi e venduto per la cifra record (del Romanino) di 3200000 €.
- Madonna col Bambino e due sante, 1540-1550 circa, olio su tela, Milano, Centro culturale San Fedele
- Cristo crocifisso con la Maddalena, 1540-1550 circa, olio su tela, Brescia, Pinacoteca Tosio Martinengo
- Ecce Homo, 1545, olio su tela, Hannover, Niedersaechsisches Landesmuseum
- Cena in casa del fariseo, 1545 circa, olio su tela, Brescia, chiesa di San Giovanni Evangelista, Cappella del Sacramento
- Resurrezione di Lazzaro, 1545 circa, olio su tela, Brescia, chiesa di San Giovanni Evangelista, Cappella del Sacramento
- San Matteo e San Giovanni Evangelista, 1545 circa, olio su tela, Brescia, chiesa di San Giovanni Evangelista, Cappella del Sacramento
- Assunzione della Vergine, 1540-1545 circa, olio su tela, Bergamo, chiesa di Sant'Alessandro in Colonna
- Cristo portacroce, 1545 circa, olio su tela, Brescia, Pinacoteca Tosio Martinengo
- Adorazione dei pastori, 1545 circa, olio su tela, Brescia, Pinacoteca Tosio Martinengo
- Deposizione di Cristo, 1545 circa, olio su tela, Cizzago (BS), chiesa Sacro Cuore di Gesù
- Madonna col Bambino, San Nicola di Mira, Santa Dorotea e donatore, 1545 circa, olio su tela, Trento, Castello del Buonconsiglio
- Pala di San Domenico, 1545-1548 circa, olio su tela, Brescia, Pinacoteca Tosio Martinengo
- Madonna col Bambino e san Paolo, olio su tela, 1545-1550 circa, Brescia, Banco di Brescia
- Pala Avogadro, 1548-1550, olio su tela, Brescia, Pinacoteca Tosio Martinengo

### Anni 1550
- Caduta della manna, Acqua che zampilla dalla roccia, 1555 circa, tecnica mista su tela, Brescia, Duomo vecchio
- Vocazione dei santi Pietro ed Andrea, 1557 circa, olio su tela (in collaborazione con Lattanzio Gambara), Modena, chiesa di San Pietro Apostolo

### Datazione incerta
- Resurrezione di Cristo tra i santi Clemente e Teresa, olio su tela, Brescia, chiesa di San Clemente
- Redentore con Evangelisti e Dottori della chiesa, affresco, Brescia, chiesa di San Francesco
- Madonna col Bambino e santi olio su tela, Brescia, chiesa di San Giovanni Evangelista
- Allegorie delle stagioni e personaggi mitologici, affreschi (in collaborazione con Lattanzio Gambara), Brescia, palazzo Averoldi
- Autunno, Inverno, figure allegoriche e putti, affreschi (in collaborazione con Lattanzio Gambara), Brescia, palazzo Lechi
- Annunciazione, olio su tela (in collaborazione con Callisto Piazza), Urago Mella (Brescia), chiesa parrocchiale
- Matrimonio mistico di santa Caterina e santi, olio su tela, Calvisano (BS), chiesa dei Santi Martiri Gervasio e Protasio
- Sposalizio della Vergine, olio su tela, Crema (CR), palazzo Vescovile
- Maddalena, olio su tela, Firenze, Collezione Contini Bonacossi
- Narciso alla fonte, olio su tela, Francoforte, Städelsches Kunstinstitut
- San Paolo (scomparto di un polittico smembrato), olio su tavola, Kassel, Gemäldegalerie Alte Meister
- San Paolo (scomparto di un polittico smembrato), olio su tavola, Treviso, Collezione Giuseppe Alessandra
- San Pietro (scomparto di un polittico smembrato), olio su tavola, già Zurigo, asta Koller 31.03.2017, lotto 3008
- Adorazione dei pastori, olio su tavola, Longniddry, East Lothian (Scozia), Gosford House
- Madonna tra i santi Francesco e Antonio e un donatore, olio su tela, Milano, Pinacoteca del Castello Sforzesco
- Putti recenti festoni con frutti autunnali, affreschi, Montichiari, Villa Mazzuchelli
- Madonna col Bambino tra i santi Lorenzo, Stefano, Giuseppe e Marco, olio su tela, Pralboino (CR), chiesa parrocchiale
- Clare donne, ciclo di affreschi, San Felice del Benaco (BS), casa Cicala
- Madonna tra Santi incoronata dagli angeli, olio su tavola, Venezia, Gallerie dell'Accademia
- Madonna col Bambino, Santi e Angeli, affreschi staccati dalla vicina cappella di San Rocco, Villongo San Filastro (BG), palazzo Bondurri